# Sayed Abdel Hafeez
Sayed Mohamed Mohamed Abdel Hafeez (ar.سيد عبد الحفيظ, ur. 27 października 1977 w Faiyum) – egipski piłkarz grający na pozycji prawego pomocnika. W swojej karierze rozegrał 25 meczów w reprezentacji Egiptu, w których strzelił 2 gole.

## Kariera klubowa
Przez prawie całą karierę piłkarską Abdul Hafeez związany był z klubem Al-Ahly Kair, w którym grał w latach 1996-2007 w pierwszej lidze egipskiej. Jedynie wiosną 2006 roku był wypożyczony do saudyjskiego klubu Al-Wehda z Mekki. Wraz z zespołem Al-Ahly siedmiokrotnie wywalczył mistrzostwo Egiptu (sezony: 1996/1997, 1997/1998, 1998/1999, 1999/2000, 2004/2005, 2005/2006, 2006/2007). Czterokrotnie zdobył Puchar Egiptu (2001, 2003, 2006, 2007), trzykrotnie Superpuchar Egiptu (2003, 2005, 2006). Zwyciężał także w rozgrywkach międzynarodowych. Wygrał Ligę Mistrzów w latach 2001, 2005, 2006 i Superpuchar Afryki w latach 2002, 2006.

## Kariera reprezentacyjna
W reprezentacji Egiptu Abdel Hafeez zadebiutował w 1998 roku. W 2000 roku został powołany do kadry na Puchar Narodów Afryki 2000. Na tym turnieju rozegrał jeden mecz, z Burkina Faso (4:2). Od 1998 do 2003 roku rozegrał w kadrze narodowej 25 meczów i strzelił 2 gole.